# Římskokatolická farnost Valašské Klobouky
Římskokatolická farnost Valašské Klobouky je jedno z územních společenství římských katolíků v děkanátu Valašské Klobouky s farním kostelem Povýšení svatého Kříže.

## Historie farnosti
Vznik farního kostela lze datovat přibližně do 13. století. Při tureckém vpádu v roce 1663 byl kostel vypálen. Jeho nynější podoba pochází z roku 1771. Generální opravou prošel kostel v letech 2000 až 2003.
Původně byl tento kostel zasvěcen „Nalezení svatého Kříže“, ale od reformy liturgického kalendáře nese titul „Povýšení svatého Kříže“. Podle všeho byl v osadě „Starý Klobúk“ založen samostatný farní obvod již počátkem 14. století. Jisté je, že na současném místě byl kostel založen nejpozději za moravského markraběte Karla (IV.) v první polovině 14. století. Markrabě Karel udělil kostelu Sv. Kříže v nově zbudované trhové vsi „Nový Klobúk“ takzvané „privilegium“, které potvrdil a doplnil jeho bratr markrabě Jan Jindřich v roce 1356. V první polovině 16. století byla chrámová loď přestavěna v renesančním slohu a v druhé polovině 16. století, přesněji roku 1580, byla ke kostelu přistavěna mohutná věž, taktéž v renesančním slohu.
Po tureckém vpádu v r. 1663 lehl kostel i s farou popelem. V průběhu dalšího století byl ještě několikrát poničen a opravován. Současnou podobu získal až při zásadní přestavbě v barokním stylu. V letech 1771-1772 byl významně prodloužen o celou přední část kostela, pod ní vybudována nová krypta, přistavěny boční kaple a kůr a na čelní straně zpevněna věž mohutnými opěrnými pilíři. Věž musela být opravena i v r. 1774, poté, co do ní 25. července uhodil blesk, zabil zvoníka a poškodil střechu. 

## Duchovní správci
Do června roku 2025 byl farářem R. D. Mgr. Pavel Macura. Od července téhož roku ho vystřídal R. D. Mgr. Zdeněk Mlčoch.

## Bohoslužby
| Kostel                 | Místo             | Bohoslužba (den)                         | Hodina                                                     | Poznámka     |
| ---------------------- | ----------------- | ---------------------------------------- | ---------------------------------------------------------- | ------------ |
| Povýšení svatého Kříže | Valašské Klobouky | neděle pondělí úterý středa pátek sobota | 7ː00, 8:45, 10ː30, 18ː00 17ː30 17ː30 7:00 7:00, 17ː30 7ː30 | Farní kostel |

## Duchovní pocházející z farnosti
Z Tichova pocházel augustinián Augustin Emil Dorničák, který v této obci měl v roce 1972 primici.

## Aktivity ve farnosti
Ve farnosti se pravidelně̟ koná tříkrálová sbírka. V roce 2017 se ve Valašských Kloboukách vybralo 117 289 korun, v ostatních obcích farnosti pak šlo o desetitisícové částky.
Od roku 1999 pořádá farnost ples. V provozu je farní dům, kde se koná většina akcí pořádaných farností.
V dubnu 2017 udílel ve farnost svátost biřmování olomoucký arcibiskup Jan Graubner.